# Aleochara villosa
Aleochara villosa är en skalbaggsart som beskrevs av Mannerheim 1830. Aleochara villosa ingår i släktet Aleochara och familjen kortvingar. Arten är reproducerande i Sverige. Inga underarter finns listade i Catalogue of Life.